# Nikolaus Ludwig von Rudolphi
Nikolaus Ludwig von Rudolphi (* 11. März 1772 in Küstrin; † 28. März 1837 in Wesendahl) war ein preußischer Generalleutnant.

## Leben

### Herkunft
Seine Eltern waren der Kriminalrat und Justizdirektor Julius Albert von Rudolphi († 1801) und dessen Ehefrau Karoline, geborene Pauli.
Von seinem kinderlosen Onkel, dem Geheimen Kriegs- und Servis-Commissions-Rat Carl Ludwig von Rudolphi (1732–1795) erbte er nach dem Tod von dessen Witwe († 1813) das Rittergut Wesendahl.

### Militärkarriere
Rudolphi wurde am 1. Januar 1793 Volontaire im Dragonerregiment „von Kalckreuth“ der Preußischen Armee. Einen Monat später kam er als Junker in das Dragonerregiment „von Ansbach“ und wurde am 22. April 1793 Fähnrich. Im Ersten Koalitionskrieg kämpfte er in der Schlacht bei Kaiserslautern, der Belagerung von Landau sowie den Gefechten bei Frankenthal und Rheindürkheim. In der Zeit wurde er am 8. Dezember 1794 Sekondeleutnant und Adjutant. Am 4. Februar 1800 wurde er mit Patent vom 13. Juni 1794 in das Füsilierbataillon „Wakenitz“ der 1. Ostpreußischen Füsilier-Brigade versetzt. Am 12. März 1805 avancierte Rudolphi zum Premierleutnant der Armee und Gouverneur der Academie militaire sowie am 18. November 1805 bereits zum Stabskapitän. Im Vierten Koalitionskrieg geriet er in Berlin in Kriegsgefangenschaft, wurde nach Nancy gebracht und 1807 entlassen.
Am 11. Juli 1809 wurde Rudolphi nach Auflösung der Academie militaire zum Kapitän befördert und zur Dienstleistung an das Gouvernement in Berlin kommandiert. Dafür erhielt er ab dem 1. August 1809 ein Gehalt von 360 Talern jährlich. Am 10. Mai 1810 wurde er zum Brigadier des Grenzkordons im Bezirk Oels, dafür erhielt er nun 1000 Taler, aber schon am 18. Juli 1810 wurde er zum ersten militärischen Mitglied bei der Direktion der Berliner Kriegsschule, nun mit einem Gehalt von 900 Talern. Auf Vorschlag von Scharnhorst wurde er am 6. September 1811 zum Major befördert und am 7. Oktober 1811 zum Vorsitzenden der Militär-Examinationskommission in Berlin ernannt. Am 11. März 1812 wurde er dann Bataillonskommandeur im 2. Westpreußischen Infanterie-Regiment (Nr. 7). Im Feldzug von 1812 kämpfte er in den Gefechten bei Garossenkrug, Kosackenkoog, Olay, Friedrichstadt und Schladhof. Dafür erhielt er am 18. Oktober 1812 den Orden Pour le Mérite. Am 1. Februar 1813 wurde er nach Kolberg geschickt und am 22. Juli 1813 kam er zum Generalstab des I. Armee-Korps.
Während der Befreiungskriege kämpfte Rudolphi in den Schlachten bei Großgörschen, Bautzen, an der Katzbach, Leipzig sowie den Gefechten bei Alsleben, Colditz und Königswartha, wo er verwundet wurde. Ferner kämpfte er bei Brunzlau, Freiburg an der Unstrut sowie den Belagerungen von Danzig und Mainz. Für Großgörschen erhielt er das Eiserne Kreuz II. Klasse und beim Übergang bei Wartenburg erwarb er das Eiserne Kreuz I. Klasse. In der Zeit wurde er am 17. Januar 1814 zum Oberstleutnant befördert und am 5. Oktober 1814 wurde er Chef des Generalstabes in Schlesien unter Yorck. Am 2. Januar 1815 wurde er dann Generalquartiermeister im 5. Deutschen Bundeskorps.
Ab dem 14. März 1815 erhielt er das Gehalt eines Regimentskommandeurs von 2600 Talern jährlich. Am 23. März erfolgte bereits die Ernennung zum Chef des Generalstabes des V. Armee-Korps unter Yorck. Am 26. Juni 1815 wurde er zum Oberst befördert und am 8. Mai 1817 kam er als Inspekteur der Landwehr in das Regierungsdepartement Stettin. Am 22. Februar 1820 wurde er als Kommandeur zur 3. Landwehr-Brigade versetzt und am 30. März 1820 mit Patent vom 17. April 1820 zum Generalmajor befördert. Am 21. Juli 1820 wurde er dann als Kommandeur zur 5. Landwehr-Brigade versetzt. Für seine Leistungen erhielt er am 1. April 1826 das Dienstkreuz und am 22. September 1827 den Roten Adlerorden III. Klasse und am 18. Januar 1832 den Roten Adlerorden II. Klasse mit Eichenlaub. Am 30. März 1832 beauftragte man Rudolphi mit der Führung der 9. Division, aber schon am 4. April 1832 wurde er auch 1. Kommandant von Glogau. Am 30. März 1834 wurde er zum Divisionskommandeur ernannt, bevor er am 17. März 1835 seinen Abschied als Generalleutnant mit einer jährlichen Pension von 2805 Talern erhielt. Rudolphi starb am 28. März 1837 in Wesendahl.

### Familie
Rudolphi heiratete am 4. April 1800 Friederike Wilhelmine Henriette von Wedel (1764–1831) aus dem Hause Malchow, geschiedene von Pelet. Das Paar hatte folgende Kinder:
- Karl Albert (1799–1864), preußischer Generalleutnant
- Leo August Adolf (1802–1805)
- Leo Albert (1804–1805)
- Julius Lothar (1805–1806)
- Leo August Adolf (1806–1888), Sekondeleutnant im Garde-Jäger-Bataillon ⚭ Pauline von Broesigke-Grebs (1806–1888)[1]
- Wilhelm Julius (1809–1879), Major a. D.